# Maurizio Mattei (produttore)
Maurizio Mattei (Roma, ...) è un produttore cinematografico e produttore esecutivo italiano.
È padre del direttore di produzione Andrea Mattei e della costumista Alessia Mattei.

## Biografia
Inizia la sua carriera collaborando alla produzione del film La tragedia di un uomo ridicolo di Bernardo Bertolucci. In seguito si occupa della produzione di una notevole quantità di lungometraggi, dividendosi tra film d'autore (con registi quali Costa-Gavras, Giuseppe Ferrara o Gabriele Lavia) e di genere (collaborando tra l'altro con Tinto Brass, Tonino Valerii, Umberto Lenzi, Stelvio Massi, Sergio Martino o Enzo G. Castellari). È uno dei produttori della miniserie Nostromo (1997) di Alastair Reid con Colin Firth e Claudia Cardinale. È produttore esecutivo de L'altro Adamo (2014), ultimo film di Pasquale Squitieri, e della serie I maestri del cinema europeo (2017) di Gianfrancesco Lazotti

### Filmografia parziale
- Il principe di Homburg, regia di Gabriele Lavia (1983) (line producer)
- Rush (film 1983), regia di Tonino Ricci (1983) (produttore esecutivo)
- Hanna K., regia di Costa-Gavras (1983) (production manager)
- Squadra selvaggia, regia di Umberto Lenzi (1985) (produttore esecutivo)
- Eroi dell'inferno, regia di Stelvio Massi (1987) (produttore esecutivo)
- La sporca insegna del coraggio, regia di Tonino Valerii (1987) (produttore esecutivo)
- Colpo di stato, regia di Fabrizio De Angelis (1987) (production manager)
- Una donna da scoprire, regia di Riccardo Sesani (1987) (produttore esecutivo)
- Taxi Killer, regia di Stelvio Massi (1988) (line producer)
- Thunder III, regia di Fabrizio De Angelis (1988) (production manager)
- Quella villa in fondo al parco, regia di Giuliano Carnimeo (1988) (production manager)
- L'ultima emozione, regia di Riccardo Sesani (1989) (produttore esecutivo)
- Sapore di donna, regia di Mario Gariazzo (1990) (produttore esecutivo)
- Nostalgia di un piccolo grande amore, regia di Antonio Bonifacio (1991) (production manager)
- Narcos, regia di Giuseppe Ferrara (1992) (produttore esecutivo)
- Bonus Malus, regia di Vito Zagarrio (1993) (produttore esecutivo)
- Venerdì nero, regia di Aldo Lado (1993) (executive in charge of production)
- Kreola, regia di Antonio Bonifacio (1993) (production manager)
- Soldato ignoto, regia di Marcello Aliprandi (1995) (production manager)
- La regina degli uomini pesce, regia di Sergio Martino (1995) (production manager)
- Nostromo, regia di Alastair Reid (1997) (produttore associato)
- Last cut - Ultimo taglio, regia di Marcello Avallone (1997) (produttore esecutivo)
- Pazzo d'amore, regia di Mariano Laurenti (1999) (production manager)
- Quando una donna non dorme, regia di Nino Bizzarri (2000) (production manager)
- Arresti domiciliari, regia di Stefano Calvagna (2000) (production supervisor)
- I giorni dell'amore e dell'odio, regia di Claver Salizzato (2001) (production manager)
- Zana, regia di Daniela Alviani e Corrado Lannaioli (2001) (produttore esecutivo)
- Senso '45, regia di Tinto Brass (2002) (line producer)
- The Mark - Il segno della vendetta, regia di Mariano Equizzi (2003) (produttore esecutivo)
- Alla fine della notte, regia di Salvatore Piscicelli (2003) (production manager)
- Legami sporchi, regia di Giorgio Molteni (2004) (produttore esecutivo)
- Antonio guerriero di Dio, regia di Antonello Belluco (2006) (produttore esecutivo)
- Quell'estate felice, regia di Beppe Cino (2007) (produttore esecutivo)
- Tuttifrutti, regia di Alessandra Alberti (2008) (produttore esecutivo)
- Caribbean Basterds (Caraibi & bastardi), regia di Enzo G. Castellari  (2010) (produttore esecutivo)
- L'amore fa male, regia di Mirca Viola (2011) (produttore esecutivo)
- Cam girl, regia di Mirca Viola (2014) (produttore esecutivo)
- Bologna 2 agosto... I giorni della collera, regia di Giorgio Molteni  e Daniele Santamaria Maurizio (2014) (produttore esecutivo)
- L'altro Adamo, regia di Pasquale Squitieri (2014) (produttore esecutivo)
- I maestri del cinema europeo, regia di Gianfrancesco Lazotti (2017) (produttore esecutivo)